# Златен закон
„Златен закон“ (на португалски: Lei Áurea, Лей Ауреа) се нарича законът от 1888 г., окончателно отменил робството в Бразилия. Денят на подписването му, 13 май, се чества в Бразилия като Ден на мулата (Dia do Mulato).
Законът (Декрет № 3353 със силата на закон) е съставен от министъра на земеделието Антониу да Силва Праду и е подписан от принцеса Изабела, изпълняваща функциите на регент по време на отсъствието на баща ѝ император Педро II, който е на пътешествие в Европа. Декретът е съставен на 7 май 1888 г., но умишлено е подписан 6 дни по-късно, за да съвпадне датата на подписването му с рождения ден на португалския император Жуау VI - прадядо на Изабела и баща на първия бразилски император Педро I.
Декрет № 3353 съдържа само 2 члена:
Член 1. От датата на подписването на този декрет робството в Бразилия се премахва.
Член 2. Всички разпоредби, гласящи противното, са невалидни.
Златният закон е предхождан от редица други разпоредби, касаещи робството в Бразилия. Има и натиск от Великобритания, която след премахването на търговията с роби започва да притиска останалите държави да сторят същото, за да запази конкурентоспособността на стоките от колониите си. Резултат от този натиск е подписването от император Педро I през 1826 г. на конвенция, по силата на която след срок от 3 години търговията с роби се обявява за пиратско деяние. Конвенцията е ратифицирана на следващата година.
През 1850 г. е приет Законът на Еузебио де Кейрош, който официално забранява търговията с роби, през 1871 г. - Законът Вентре либре, който дава свобода на децата на робите (но не и на родителите им), а през 1885 г. е приет Законът за 60-годишните, който освобождава всички роби над 60-годишна възраст.
С приемането на „Златния закон“ Бразилия става последната държава в Западното полукълбо, отменила робството.